# لين ثيجبن
لين ثيجبن (بالإنجليزية: Lynne Thigpen)‏ (و. 1948 – 2003 م) هي ممثلة مسرحية، وممثلة أفلام، وممثلة تلفزيونية، ومُدرسة أمريكية، ولدت في جوليت، بدأت مشوارها المهني سنة 1971، توفيت عن عمر يناهز 55 عاماً.

## التعليم
تعلمت في جامعة إلينوي ‏، وتعلمت في جامعة إلينوي في إربانا-شامبين
.

## جوائز
حصلت على جوائز منها:

جائزة توني لأفضل ممثلة بارزة في مسرحية ‏ (1997)

## وصلات خارجية
- لين ثيجبن على موقع IMDb (الإنجليزية)
- لين ثيجبن على موقع ألو سيني (الفرنسية)
- لين ثيجبن على موقع ميوزك برينز (الإنجليزية)
- لين ثيجبن على موقع تيرنر كلاسيك موفيز (الإنجليزية)
- لين ثيجبن على موقع أول موفي (الإنجليزية)
- لين ثيجبن على موقع قاعدة بيانات برودواي على الإنترنت (الإنجليزية)
- لين ثيجبن على موقع قاعدة بيانات برودواي على الإنترنت (الإنجليزية)
- لين ثيجبن على موقع قاعدة بيانات الأفلام السويدية (السويدية)
- لين ثيجبن على موقع إن إن دي بي (الإنجليزية)
- لين ثيجبن على موقع ديسكوغز (الإنجليزية)